# ルーマニア情報庁
ルーマニア情報庁（ルーマニアじょうほうちょう、Serviciului Roman de Informacii：略語SRI）は、ルーマニアの諜報機関ならび秘密警察。同国にかつて存在したセクリターテに代わる諜報機関である。

## 歴史
1990年3月26日、大統領令第181号に基づき、ルーマニア国家情報院が設立され、翌年1991年7月29日に法律が発効。 

## 機構
- 情報部
- 防諜部
- 法務局
- 分析局
- 組織犯罪対策部署
- 経済犯罪対策部署
- テロ対策部署

## 歴代長官
- 1990年5月26日 - 1997年4月25日：ヴァージル・マグレアヌ（ルーマニア語版）(Virgil Măgureanu)
- 1997年5月30日 - 2000年12月：コスティン・ジョルジュク（ルーマニア語版）(Costin Georgescu)
- 2001年2月7日 - 2006年7月20日：ラドー・ティモフティエ（ルーマニア語版）(Radu Timofte)
- 2006年7月20日 - 2006年10月4日：フロリアン・コルディア（ルーマニア語版）(Florian Coldea)
- 2006年10月4日 - 2015年1月27日：ジョージ・クリスティアン・マイヤー（ルーマニア語版）(George Cristian Maior)
- 2015年1月27日 - 2015年2月18日：フロリアン・コルディア（暫定責任者として選出）
- 2015年2月19日 - エドゥアルド・ヘルヴィグ（ルーマニア語版）(Eduard Hellvig)。政治家兼ジャーナリスト